# Bügür
Bügür, även känt som Luntai, är ett härad som lyder under den autonoma prefekturen Bayingolin i Xinjiang-regionen i nordvästra Kina, omkring 330 kilometer sydväst om regionhuvudstaden Ürümqi. 